# Rubrius antarcticus
Rubrius antarcticus là một loài nhện trong họ Amaurobiidae.
Loài này thuộc chi Rubrius. Rubrius antarcticus được Ferdinand Karsch miêu tả năm 1880.